# Accumoli
Accumoli är en liten stad och kommun i provinsen Rieti i nordöstra Lazio i Italien. Kommunen hade 612 invånare (2018) och gränsar till kommunerna Amatrice, Arquata del Tronto, Cittareale, Norcia och Valle Castellana.
Accumoli fick stadsrättigheter på 1700-talet. Bland stadens sevärdheter finns kyrkan Santa Maria della Misericordia och Palazzo Guasto.
Staden drabbades hårt av jordbävningen 2016, då många personer miste livet och ett stort antal byggnader förstördes.